# تاديوز بيوتروفسكي (متسلق جبال)
تاديوز بيوتروفسكي (بالبولندية: Tadeusz Piotrowski)‏ هو متسلق جبال بولندي، ولد في 19 سبتمبر 1939 في Kolky, Volyn Oblast ‏ في أوكرانيا، وتوفي في 10 يوليو 1986 في جبل كي 2 في الهند.